# Leucadendron

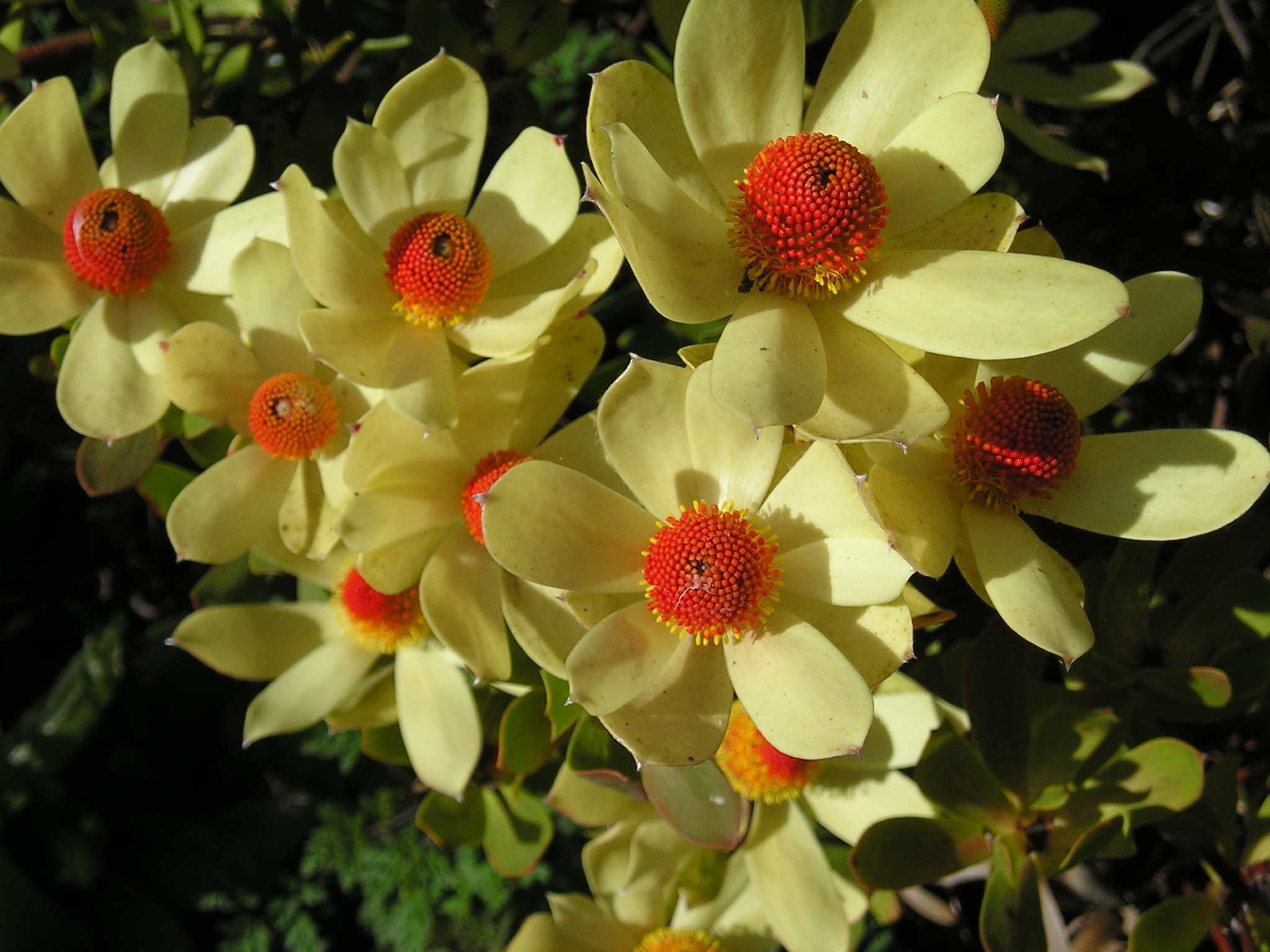
Leucadendron discolor

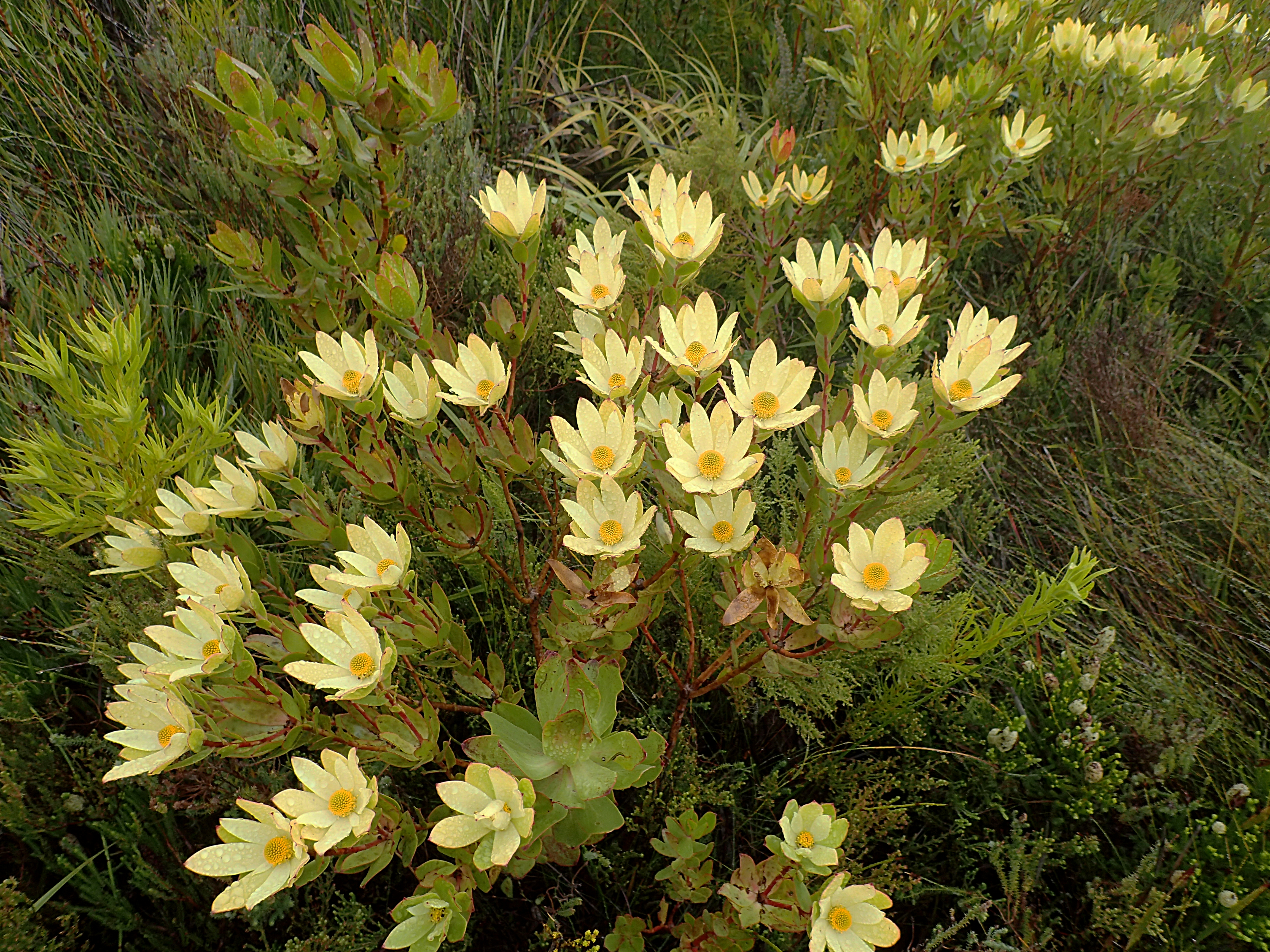
Leucadendron gandogeri

Leucadendron R. Br. – rodzaj roślin z rodziny srebrnikowatych (Proteaceae). Obejmuje co najmniej 83 gatunki występujące endemicznie w Republice Południowej Afryki.

## Systematyka
Pozycja i podział rodziny według Angiosperm Phylogeny Website (aktualizowany system APG III z 2009)
Rodzaj z rodziny srebrnikowatych stanowiącej grupę siostrzaną dla platanowatych, wraz z którymi wchodzą w skład rzędu srebrnikowców, stanowiącego jedną ze starszych linii rozwojowych dwuliściennych właściwych. W obrębie rodziny rodzaj stanowi klad bazalny w plemieniu Leucadendreae P.H. Weston & N.P. Barker, 2006. Plemię to klasyfikowane jest do podrodziny Proteoideae Eaton, 1836
Wykaz gatunków
| - Leucadendron album Fourc. - Leucadendron arcuatum I.A. Williams - Leucadendron argenteum (L.) R. Br. - Leucadendron barkerae I.A. Williams - Leucadendron bonum I.A. Williams - Leucadendron brunioides Meisn. - Leucadendron burchellii I.J. Williams - Leucadendron cadens I.A. Williams - Leucadendron chamelaea I.A. Williams - Leucadendron cinereum R. Br. - Leucadendron comosum R. Br. - Leucadendron concavum I.J. Williams - Leucadendron conicum I.A. Williams - Leucadendron coniferum Meisn. - Leucadendron cordatum E. Phillips - Leucadendron coriaceum E. Phillips & Hutch. - Leucadendron corymbosum P.J. Bergius - Leucadendron cryptocephalum Guthrie - Leucadendron daphnoides Meisn. - Leucadendron diemontianum I.A. Williams - Leucadendron discolor E. Phillips & Hutch. - Leucadendron dregei E. Mey. Ex Meisn. - Leucadendron dubium E. Phillips & Hutch. - Leucadendron elimense E. Phillips - Leucadendron ericifolium R. Br. - Leucadendron eucalyptifolium H. Buek ex Meisn. - Leucadendron flexuosum I.J. Williams - Leucadendron floridum R. Br. - Leucadendron foedum I.J. Williams - Leucadendron galpinii E. Phillips & Hutch. - Leucadendron gandogeri Schinz ex Gand. - Leucadendron glaberrimum Compton - Leucadendron globosum I.A. Williams - Leucadendron glutinosum Hutch. - Leucadendron grandiflorum Salisb. - Leucadendron gydoense I.A. Williams - Leucadendron lanigerum H. Buek ex Meisn. - Leucadendron laureolum Fourc. - Leucadendron laxum I.A. Williams - Leucadendron levisanus P.J. Bergius - Leucadendron linifolium R. Br. - Leucadendron loeriense I.A. Williams | - Leucadendron loranthifolium I.A. Williams - Leucadendron macowanii E. Phillips - Leucadendron meridianum I.J. Williams - Leucadendron meyerianum H. Buek ex E. Phillips & Hutch. - Leucadendron microcephalum Gand. & Schinz - Leucadendron modestum I.J. Williams - Leucadendron muirii E. Phillips - Leucadendron nervosum E. Phillips & Hutch. - Leucadendron nitidum H. Buek ex Meisn. - Leucadendron nobile I.A. Williams - Leucadendron olens I.J. Williams - Leucadendron orientale I.A. Williams - Leucadendron osbornei Rourke - Leucadendron platyspermum R. Br. - Leucadendron procerum I.A. Williams - Leucadendron pubescens R. Br. - Leucadendron pubibracteolatum I.A. Williams - Leucadendron radiatum E. Phillips & Hutch. - Leucadendron remotum I.J. Williams - Leucadendron roodii E. Phillips - Leucadendron rourkei I.A. Williams - Leucadendron rubrum Burm. f. - Leucadendron salicifolium I.A. Williams - Leucadendron salignum R. Br. - Leucadendron sericeum R. Br. - Leucadendron sessile R. Br. - Leucadendron sheilae I.A. Williams - Leucadendron singulare I.A. Williams - Leucadendron sorocephalodes E. Phillips & Hutch. - Leucadendron spirale (Salisb. ex Knight) I.Williams - Leucadendron spissifolium I.J. Williams - Leucadendron stellare Sweet - Leucadendron stelligerum I.J. Williams - Leucadendron strobilinum Druce - Leucadendron teretifolium I.A. Williams - Leucadendron thymifolium I.A. Williams - Leucadendron tinctum I.J. Williams - Leucadendron tradouwense I.A. Williams - Leucadendron uliginosum R. Br. - Leucadendron verticillatum Meisn. - Leucadendron xanthoconus K. Schum. |